# Šaturskij rajon
Lo Šaturskij rajon (in russo Шатурский район?) era un rajon dell'Oblast' di Mosca, nella Russia europea; il capoluogo era Šatura. Istituito nel 1929, ricopriva una superficie di 2.715 chilometri quadrati e nel 2010 ospitava una popolazione di circa 71.000 abitanti.